# Marcello Trevisan
Marcello Trevisan (Montecchio Maggiore, 10 aprile 1942 – Montecchio Maggiore, 1º agosto 2020) è stato un calciatore italiano, di ruolo portiere.

## Carriera
È ricordato per essere stato per tre anni il secondo di Dino Zoff nel Napoli, con la cui maglia ha disputato 7 partite in Serie A, tutte nella stagione 1971-1972, esordendo il 19 marzo 1972 nella gara interna con la Juventus terminata 1-1. Durante il campionato di serie C 1968-1969, disputato con la maglia della Massese, è rimasto imbattuto per 1268 minuti, migliorando il record precedentemente stabilito da Gaspare Boesso del Savoia (1180', Serie D 1964-1965). Il primato fu successivamente portato a 1637' da Antonio Gridelli (Sorrento), nella stagione 1970-1971, e a 1791' da  Emmerich Tarabocchia (Lecce) nel 1974-1975.